# Alexej von Jawlensky
Alexej von Jawlensky, vlastním jménem Alexej Georgijevič Javlenskij, rusky Алексей Георгиевич Явленский, (13. březnajul./ 25. března 1865greg. nedaleko Toržoku – 15. března 1941 Wiesbaden) byl ruský malíř působící převážně v Německu (od roku 1896), od roku 1934 německý občan. V Rusku byl žákem Ilji Repina. Po příchodu do Německa se seznámil s malířkou Mariannou von Werefkin, se kterou navázal blízký vztah. Na jeho umění mělo výrazný vliv především přátelství s Vasilijem Kandinským, s kterým spoluzakládal expresionistickou skupinu Der Blaue Reiter, a s fauvistou Henri Matissem.
V jeho díle se objevují prakticky výhradně portréty, krajiny a zátiší. Dával důraz na barvu, v mnoha ohledech zastával shodné názory s Kandinským, malby tvořil jako vizuální hudbu, ale nikdy nepřekročil hranici k abstrakci.

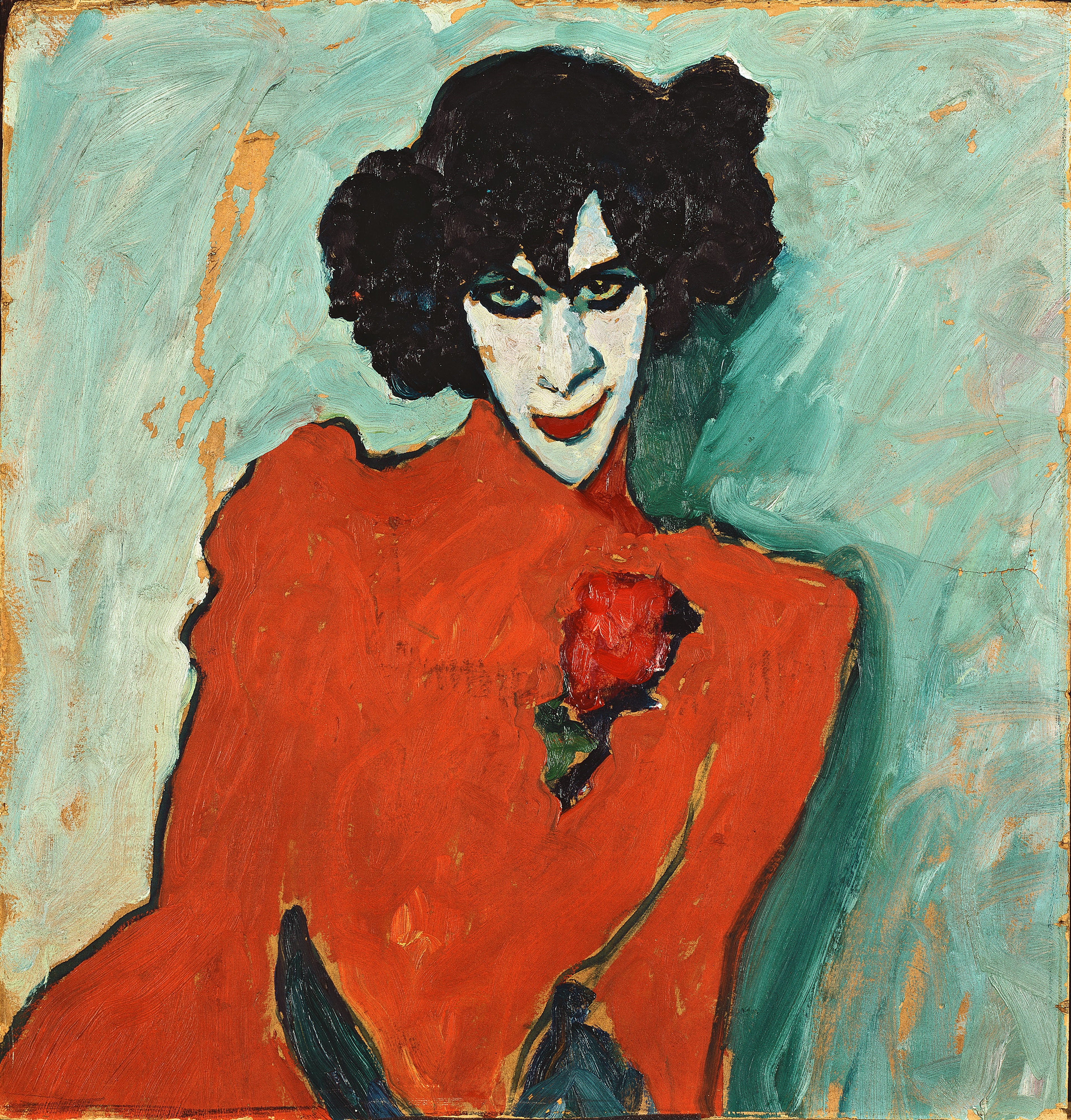
Jawlenského Portrét Alexandra Sacharova, 1909